# Svájci Nemzeti Tanács
A Svájci Nemzeti Tanács a svájci szövetségi törvényhozás (a Szövetségi Gyűlés) alsóháza. A Nemzeti Tanácsnak 200 tagja van, akiket az egyes kantonok választópolgárai választanak meg. A kantonok a lakosságuk arányában küldhetnek képviselőket az alsóházba, de minden kanton jogosult legalább egy képviselőre. A legnépesebb Zürich kantonnak 35 képviselője van, míg a hat legkisebb kanton egy-egy tanácstaggal rendelkezik. Választásokra négyévente kerül sor, október utolsó előtti vasárnapján. A legutóbbi nemzeti tanácsi választás 2019. október 20-án volt; az újonnan megválasztott törvényhozás az ötvenegyedik az ország történetében.

## Mandátumok

A Szövetségi Tanácsban résztvevő pártok (146)
Ellenzék (54)